# Ramsauer Ache
De Ramsauer Ache is een rivier in de Duitse deelstaat Beieren. De Ramsauer Ache ontstaat bij het dorp Ramsau, door de samenvloeiing van de Klausbach met de overloop van de Hintersee. De Ramsauer Ache stroomt door het Zauberwald en passeert onder andere de Marxenklamm en de Preisenklamm.
Na het dorpscentrum van Ramsau, stroomt de Ramsauer Ache al snel richting Berchtesgaden, waar, bij het station van deze plaats, de Ramsauer Ache en de Königsseer Ache, die ontstaat als overloop van de Königssee, samenkomen en verdergaan als de Berchtesgadener Ache.